# Емил Ангелов
Емил Ангелов е бивш български футболист, нападател, национален състезател.

## Кариера
Започва кариерата си в Граничар (Свиленград). През 2000 г. е привлечен в Черноморец. Заиграва в гранда ПФК Левски (София) през зимната пауза на сезон 2003/04 от ФК Черноморец (Бургас) срещу трансферна сума от 180 000 лева. Играл е и за Граничар (Свиленград).
Бележи и трите гола, с които Левски елиминира Артмедия Петржалка, както и единствения и победен гол срещу Динамо Букурещ в последната минута на мача. През зимата на 2008 г. преминава в ПФК Литекс (Ловеч).
Януари 2009 г. преминава в Турския Денизлипсор. През сезон 2010 – 2011 ще играе за друг Турски отбор Карабюкспор.
През 2011 година е част от кипърския ФК Анортосис Фамагуста, като изиграва само два мача за клуба, преди да премине в тима на ПФК Берое (Стара Загора).
В Берое той записа 21 мача и 6 гола. След това преминава в турския Коняспор където записа 1 мач. В този мач той се контузва и 8 месеца не играе. Като се възстанови той отново посещава Берое. След това решава да носи екип на ФК Хасково 2009 с номер 8.
Прекратява активна състезателна кариера през 2015 година, след което става помощник треньор на Емил Велев в тима на ФК Хасково 2009 .